# Reflex (språkvetenskap)
En reflex är i språkvetenskap ett element i ett språk som utvecklats ur en äldre form av detta element i ett äldre språk eller språkstadium. Elementet kan vara ett fonem, ett morfem eller ett ord. Den nya formen är förändrad jämfört med den äldre formen. 
Begreppet används när man jämför ett nyare språk med ett äldre språk, som det nyare språket utvecklats ur. Den äldre formen är ibland en rekonstruerad del av ett förhistoriskt språk. Till exempel har forskare rekonstruerat det förhistoriska språket urindoeuropeiska. Språkelement och ord som finns idag i europeiska och indiska språk som utvecklats ur urindoeuropeiska kan beskrivas som reflexer av språkelement i urindoeuropeiska. Ett exempel är att svenska gäst och engelska guest är reflexer av det urindoeuropeiska ordet *ghostis.
I följande exempel från en avhandling om medeltida norska är både det nyare och det äldre språket belagt:
”I DN II 1017 (1502) finns belägget ⟨i sama riidene⟩ (í sǫmu hríðinni). Substantivet ser ut som en reflex av fem.dat.sg.-formen hríðinni”
I citatet sägs att formen ⟨riidene⟩, belagd 1502 i Diplomatarium Norvegicum (DN) , är en reflex av den äldre fornnordiska formen hríðinni.